# فورت وورث (تكساس)

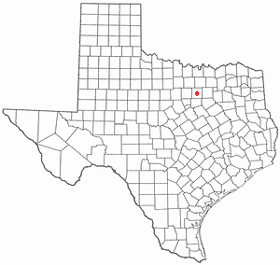
موقع فورت وورث في تكساس

فورت وورث (Fort Worth) هو خامس مدن ولاية تكساس جنوبي الأمريكية، والسادسة عشرة على مستوى مدن الولايات المتحدة من حيث عدد السكان. تقع المدينة في شمال وسط تكساس وتبلغ مساحتها حوالي 350 ميلا مربعا (910 كم2) في مقاطعات تارانت، دينتون، باركر، ووايز وهي حاضرة مقاطعة تارانت. ووفقا لتقديرات تعداد عام 2014، يبلغ عديد قاطني فورت وورث 812238 ساكن. وثاني أكبر مدينة في منطقة دالاس فورت وورث-أرلينغتون الكبرى.

## تاريخ المدينة
تأسست المدينة كمخيم عسكري في عام 1849، وسميت بهذا الاسم نسبة إلى الجنرال ويليام ج. وورث. تبعد المدينة عن شرق دالاس في نفس الولاية بحوالي 60 ميلاً.

### النمو السكاني
| السنة | السكان |
| ----- | ------ |
| 1880  | 6663   |
| 1890  | 23076  |
| 1900  | 26668  |
| 1910  | 73312  |
| 1920  | 106482 |
| 1930  | 163447 |
| 1940  | 177662 |
| 1950  | 278778 |
| 1960  | 356268 |
| 1970  | 393476 |
| 1980  | 385164 |
| 1990  | 447619 |
| 2000  | 534694 |
| 2005  | 604538 |
| 2010  | 727575 |

## توأمة
لفورت وورث (تكساس) اتفاقيات توأمة مع كل من:
- بودابست (15 يونيو 1990 - )
- ريدجو إميليا
- ناغاوكا
- ترير
- باندونغ
- تولوكا
- مبابان
- غوييانغ
- نيم

## أعلام
- إيرل ميدوز
- كيلي كلاركسون
- تشارلز كينغ
- فان كليبورن
- هارييت بلاند
- لي هارفي أوزوالد
- شيلي دوفال
- بين هوجان
- بيل باكستون
- لايتن ميستر
- لاري هاغمان